# A változó (Lost)
2009. április 29. került először adásba az amerikai ABC csatornán a sorozat 100. részeként. Edward Kitsis és Adam Horowitz írta, és Paul Edwards rendezte. Az epizód Daniel-centrikus.
|  | Alább a cselekmény részletei következnek! |

## Az előző részek tartalmából
Daniel az időutazások során megkérte a Hattyúban tartózkodó Desmondot, hogy menjen az Oxford Egyetemre, és keresse meg az anyját. Később kiderült, hogy ez a nő Eloise Hawking, aki segít visszajutni az Oceanic Six tagjainak a Szigetre, de erre nincs túl sok idejük. Ben a visszatérés előtt ígéretéhez híven végezni akar Pennyvel, és ehhez először Desmondot lövi le.

## Los Angeles, 2007
Desmondot sürgősen egy műtőbe viszik, Penelopét pedig megkérik, várjon odakint. Már beesteledett, mikor megjelenik Ms. Hawking. Penny nem ismeri őt, így Hawking bemutatkozik, és elmondja, hogy valószínűleg az ő fia miatt lőtték le Hume-ot. Pen először azt hiszi, Benjamin Linusról van szó, de Eloise tisztázza, hogy az ő fia Daniel Faraday.

## Sziget, 1977
Miles hatalmas meglepetésére Daniel visszatért a Szigetre egy csapattal. A fizikus elmondja, látta a Jackékről készült fotót, ezért úgy döntött, visszajön, és rögtön beszélni is szeretne a dokival. Így is tesz, pár perc múlva az álmából felvert Shephardnél van már. Elmeséli, hogy Ann Arborban volt a Dharma központjában, ahol kutatásokat végzett. Ezt követően gyorsan a lényegre tér, megkérdezi Jacket, hogyan jutottak vissza. A férfi közli, Dan anyja arra utasította őket, legyenek egy repülőgépen, mert ez a végzetük. Faraday előáll egy rossz hírrel: az anyja tévedett, a dokiéknak nem kéne velük lenniük.

## Flashback
A gyerek Daniel zongorán játszik, mikor belép a szobába az anyja, és arról kérdezi, tudja-e, mit jelent a végzet. Mivel Dan nem tudja a választ, Eloise elmondja, hogy a végzet azt jelenti, ha valakinek van egy különleges képessége, azt fejleszteni kell. Hirtelen megállítja a metronómot, és azt kérdezi fiától, mennyit ütött azóta, hogy elindította. A fiú válaszul 864-et mond. Eloise elmosolyodik, és folytatja beszédét. Szerinte Daniel adottsága az esze, amivel képes megérteni a tudományokat és a matematikát. Az ő feladata pedig az, hogy a fiút ezen az úton tartsa, éppen ezért nem lesz ideje kikapcsolódásra. Dan ellenkezik, ő úgy véli, lesz ideje zongorázni is, de ezt anyja nem látja így.

## Sziget, 1977
Daniel megkéri Milest, hogy vigye el az Orchidea állomáshoz, mert el kell intéznie valamit. Jack pedig közli Sawyerrel, hogy Faraday visszajött. James szeretne még beszélgetni a témáról, de szerinte nincs rá ideje, más elfoglaltsága van. Juliet tanácsára behívja a dokit a házba, majd elmeséli az előző este történteket. Shephard megkérdezi, hol van most Phil. Ford kinyitja az egyik szekrényt, amiben a megkötözött férfi kuporog.
Míg az Orchideánál várakoznak, Daniel a naplóját bújja. Közben megérkezik Dr. Chang is, Faraday pedig utána indul. Odalent felvesz egy sisakot, és egy palackkal a vállán elindul a fal felé (ezt a jelenetet már láttuk Chang szemszögéből az 5x01-ben). Miután szemügyre vette a falat és a sérült munkást, visszasiet Changhez. Emlékezteti a doktort, hogy ki ő, majd rátér a tárgyra: mindenkit evakuálni kell a Szigetről. Ezt azzal támasztja alá, hogy a munkás az elektromágneses aktivitás miatt sérült meg, amit a fúrásaik okoztak. Chang szerint nem lesz baj, mert leállította a műveleteket, ám Dan folytatja az érvelését, közben pedig elindulnak felfelé. Szerinte 6 órán belül a Hattyúnál ugyanez fog megtörténni, csak ott 30 ezerszer erősebb lesz az energia, ami katasztrofális következményekkel fog járni. Pierre nevetségesnek tartja az elgondolást, és megkérdezi a fizikust, miből következtetett erre. Faraday néhány másodperc gondolkodás után felfedi, hogy a jövőből jött. Chang nem hisz neki, csak egy ostoba tréfának tartja, ezért Daniel olyan egyenleteket mutat a naplójából, amiket csak 20 év múlva fognak felfedezni. Miles próbálja leállítani barátját, ám ekkor Dan elmondja, hogy Straume a doktor fia, ezt pedig alá is támasztja néhány érvvel. Chang megkérdezi Milest, hogy ez igaz-e, amire a kérdezett nemmel válaszol. Pierre megkéri Danielt, hagyja őt békén, majd távozik. Straume kérdőre vonja barátját, aki azzal magyarázza tetteit, hogy épp most biztosította be, hogy Chang azt tegye, amit kell.

## Flashback
A diplomaosztó ünnepség után Daniel bemutatja barátnőjét, Theresát az anyjának. Eloise felhozza, hogy ünnepelhetnének egy étteremben, de Theresa nélkül. Dan barátnője beleegyezik, így Hawkingék el is mennek az említett helyre. Faraday megjegyzi, hogy anyja érzéketlen volt a barátnőjével, ám Eloise szerint ő csak egy asszisztens. Fiának inkább a munkára kellene koncentrálnia, nem lesz ideje nőkre. Dan kiborul, megelégelte, hogy nem tud megfelelni anyjának, holott ő a legfiatalabban végzett doktor az Oxfordban, valamint újabb 1,5 millió fontot kapott a kutatásaira egy Charles Widmore nevű üzletembertől. Hawking megdöbben, majd kijelenti, hogy nem vitázni jött. Át is adja az ajándékát, egy naplót, aztán távozik. Daniel az első lapon megpillantja anyja üzenetét: „Daniel, nem számít, hogy mire emlékszel, mindig szeretni foglak. Anyu.”

## Sziget, 1977
Sawyeréknél összeült a társaság, hogy megbeszéljék, mit tegyenek. Hurley felhozza, meg kéne győzni Philt, hogy csak félreértés volt az egész. James szerint ez már nem lehetséges, és nincs túl sok idejük. Két lehetőségük maradt: ellopják a tengeralattjárót, és azzal elmenekülnek, vagy pedig visszamennek a dzsungelbe. Jin és Hugo utóbbira szavaz, ám ekkor valaki kopogtat. Ford fegyverrel a kezében kinyitja az ajtót, de aggodalma alaptalan volt, csak Daniel és Miles érkeztek meg. Faraday egyből átveszi a szót, és megkérdezi, merre találja az ellenséget, ugyanis köztük van az anyja is, és csak ő tudja visszajuttatni őket oda, ahova tartoznak.

## Flashback
Daniel a TV-ben látja az Oceanic 815 roncsait, aminek hatására sírva fakad (ezt a jelenetet is láttuk már a 4x02-ben). Gondozója megkérdezi, mi zaklatta fel, de erre nem tud válaszolni. A következő pillanatban valaki bekopog. A nő ajtót nyit, és beengedi a látogatót, Charles Widmore-t. Dan nem tudja, ismeri-e őt, ezt a memóriazavarával magyarázza, de Widmore megnyugtatja, még nem találkoztak, ezért be is mutatkozik. Faraday rájön, hol hallotta ezt a nevet, ezért egyből hellyel kínálja a férfit. Daniel kifakad, hogy először magán tesztelte le találmányát, nem akarta bántani Theresát. Charles közli, nem ezért jött, hanem egy új lehetőséget szeretne neki adni. A fizikus közben ránéz a TV-re, és ismét sírni kezd, mivel szerinte szomorú, hogy meghaltak az utasok. Charles felfedi, hogy nem haltak meg, ő tette oda azt a gépet, ezt pedig azért mondja el, mert Dan másnap már nem fog rá emlékezni. Elmondja, hogy a 815-ös egy különleges szigetre zuhant, és ő pont oda akarja elküldeni a fizikust. Nagy lehetőség lenne ez a kutatásokhoz, de ami fontosabb, hogy Daniel is meggyógyulna. Faraday megkérdezi látogatóját, miért törődik vele ennyire. Widmore azzal válaszol, hogy nem hagyhatja elveszni pártfogoltja tehetségét. Dan szóvá teszi, hogy Charles úgy beszél, mint az anyja, mire a férfi azt feleli, ők ketten már régóta ismerik egymást.

## Sziget, 1977
Sawyer még mindig a hír hatása alatt van, Daniel pedig felfedi, hogy már találkoztak is az anyjával 1954-ben, akkor Ellie-nek szólították. A fizikus szeretne vele beszélni, ám James emlékezteti az „Ami történt, megtörtént” elgondolásra, majd kijelenti, addig nem mennek sehova, amíg Dan el nem mondja az igazat. Jack Faraday mellé áll, Ford pedig megjegyzi, hogy addig nem volt semmi baj, amíg társai vissza nem tértek. A doki megkéri Kate-et, vezesse el Danielt a Többiekhez, ám Sawyer inkább azt szeretné, ha Austen velük tartana. Juliet elmondja a kerítés kódját, majd közli, nem maradhatnak a faluban, adhatnak egy lehetőséget Danielnek. Így hát Jack, Kate és Faraday elindulnak. James még odaszól nekik, hogy ha valami baj van, ők a parton lesznek. Ezt követően a többiekhez fordul, és megkéri őket, szedjenek össze mindent, amit magukkal akarnak vinni, 20 perc múlva találkoznak. A dokiék hármasa a műhely felé veszi az irányt, mert ott vannak fegyverek, de a fizikus lemarad, még el szeretne intézni valamit. Odamegy a hintázó Charlotte-hoz, és a sírással küszködve megkéri, hogy ha Dr. Chang pár órán belül megkér néhány embert, hogy hagyja el a Szigetet, ő és az anyja is menjenek a tengeralattjáróra, nem maradhatnak. Megjegyzi, hogy próbálta elkerülni ezt a beszélgetést, mert úgy hitte, nem lehet megváltoztatni a dolgokat, de talán van még remény. Miután figyelmeztette Charlotte-ot, a műhelyhez megy, ahol Kate ad neki egy pisztolyt. Közben két fegyveressel megérkezik Radzinsky, aki furcsállja, hogy a fizikus nem a Hattyúnál van, ahol a többi társa is. Dan azt hazudja, hogy az Orchideánál volt egy baleset, és Chang megkérte valamire. Ekkor Radzinsky észreveszi, hogy Faradaynek fegyvere van, és közli, épp most jött Changtől, aki otthon van a családjával. Daniel próbálja meggyőzni Stuartékat, engedjék őket elmenni, ám Radzinsky rálő, a golyó Dan nyakát súrolja. Tűzpárbaj alakul ki, amit végül Jackék nyernek meg, a terepjáróval gyorsan el is hajtanak, Radzinsky pedig beindíttatja a riasztót.

## Flashback
Daniel otthon próbál zongorázni, mikor megérkezik hozzá az anyja. Azért jött, hogy rábeszélje fiát, fogadja el Widmore ajánlatát. Dan közli, ő nem alkalmas a feladatra, mivel arra olyan ember kell, aki ért a nagyon bonyolult tér-idő beosztásokhoz, átlátja az összefüggéseket, de ő már nincs ilyen állapotban. Eloise megemlíti, hogy a Sziget talán tényleg tud segíteni rajta, ezért jobb lenne odamenni. Faraday megkérdezi anyját, hogy ha elvállalja a feladatot, akkor büszke lesz-e rá. Mikor megkapja az igenlő választ, úgy dönt, elfogadja a munkát.

## Sziget, 1977
Míg Kate kikapcsolja a kerítést, Jack ellátja Daniel sebeit. A fizikus szerint csak a szerencsén múlt az élete. Shephard ezt nem érti, hiszen ő úgy tudja, nem lehet változtatni a múlton, ezért Dan tisztázza, hogy számukra ez a jelen, bármelyikük meghalhat. Austen szól, hogy szabad az út, így a csapat elindul a dzsungelbe.
Sawyerék éppen élelmet pakolnak, mikor megszólal a riasztó. Hurley és Jin látják, hogy Radzinsky fegyveresekkel siet barátjuk házához, sejtik, hogy valami baj van. Stuart elmondja, hogy egy fizikus meglőtte, az újoncok pedig segítettek neki, elárulták a Dharma Kezdeményezést. James próbálja nyugtatni, ám ekkor Phil zörögni kezd a szekrényben. Ford megkísérli egy külső zajként feltüntetni az egészet, de Radzinsky hamar megtalálja a megkötözött férfit, így a földre kényszeríti a biztonságiak főnökét és Julietet.
Kate-ék megállnak egy pataknál, hogy kifújják magukat. Jack arról kérdezi Danielt, miért nem tartoznak oda, ahol most vannak. A fizikus elkezdi magyarázni, hogy 4 óra múlva a Hattyúnál a munkások véletlenül elszabadítanak egy erős energiamezőt, ami katasztrófához vezet. Ennek megfékezésére bebetonozzák a területet, majd ráépítik a Hattyú bunkert. 20 éven keresztül fogják úgy féken tartani az energiát, hogy megnyomják a gombot. Desmond egyszer nem viszi be a számokat a rendszerbe, ez pedig az Oceanic 815 lezuhanását eredményezi. Ezért egy hajót küldenek a Szigetre, amin ő is rajta lesz, és ez az egész eseménylánc délután veszi kezdetét. Viszont ezt megváltoztathatják. Daniel elmondja, hogy a kutatómunkái során állandóan arra jutott, hogy a dolgokat nem lehet megváltoztatni. Aztán rájött, hogy olyan sok időt áldozott az állandókra, hogy megfeledkezett a változókról. Ezek a változók pedig ők maguk. Emberek, akiknek szabad akaratuk van, változtatni tudnak a végzetükön. Éppen emiatt úgy gondolja, hogy semlegesíteni tudja a Hattyú alatti energiát. Ha ez sikerül, a bunker nem fog megépülni, nem kell gombokat nyomogatni, a repülőgép pedig nem zuhan le. Kate megkérdezi, hogyan lehet kivitelezni a tervet, mire Faraday kijelenti, hogy fel fogja robbantani a hidrogénbombát.

## Los Angeles, 2007
Penny kezdi megérteni, hogy Hawking fia Daniel Faraday, aki miatt Los Angelesbe kellett menniük, hogy megtalálják Hawkingot. Eloise elmondja, azért jött, hogy bocsánatot kérjen, mivel Desmond olyan vita áldozata lett, ami túlmutat bármelyikükön. Penelope aggódni kezd férje miatt, Hawking pedig közli, hosszú idő óta most nem tudja először, mi fog történni. Ekkor odamegy hozzájuk egy nővér, és tudatja Pennyvel, a férje az intenzív osztályon van, látni szeretné őt. Penelope be is siet Desmondhoz, aki már jól van. Hume emlékezteti korábbi ígéretére, hogy sosem fogja újra elhagyni őt. Hawking közben elhagyta a kórházat, már a taxiba szállna be, mikor Charles Widmore megszólítja, hogy Desmond állapotáról érdeklődjön. Eloise megjegyzi, hogy Penny is vele van, így akár fel is mehetne köszönni neki. Charles kijelenti, a lányával való kapcsolata az egyik dolog, amit feláldozott a Sziget érdekében. Hawking felháborodik ezen a kijelentésen, hiszen ő a fiát küldte vissza annak tudatában, hogy meg fog halni. Widmore közli, Daniel az ő fia is volt. Eloise nem bírja tovább türtőztetni magát, arcon csapja a férfit, majd távozik.

## Sziget, 1977
Kate szerint Daniel terve őrültség, nem lehet eltörölni a múltat. Jack azzal válaszol, hogy ő már hozzászokott a fura dolgokhoz, hiszen egyszer csak eltűntek egy repülőgépről, és 1977-ben kötöttek ki. Közben megérkeztek a Többiek táborához. Dan elindul a sátrak felé, a doki hiába próbálja visszatartani még egy ideig. Faradayt észreveszi egy ember, aki rögtön a puskájáért nyúl. A fizikus is felemeli pisztolyát, és nyugalomra inti a férfit, szavai nyomatékosításáért pár golyót a földbe ereszt. A Többiek feltartott kézzel állnak, Daniel pedig megkérdezi tőlük, merre találja Eloise-t. Richard óvatosan közeledni kezd, és elmondja, hogy Eloise most nincs a táborban. Dan felismeri Alpertet, aki viszont nem tudja beazonosítani az idegent. Faraday arról érdeklődik, hova temették a bombát, de Richard nem válaszol, csak azt kéri a fegyverestől, hogy tegye le a pisztolyt, inkább beszélgessenek nyugalomban. A fizikus nem adja fel, 3 másodpercet ad a válaszra, aminek elteltével Alpert lelövését helyezi kilátásba. Már két másodpercnél tartanak, mikor hirtelen valaki elsüt egy fegyvert. Daniel megremeg, és látja, hogy eltalálták, a következő pillanatban össze is esik. Mögötte ott áll Eloise, akit Richard kérdőre is von tette miatt, mivel szerinte a férfi nem lőtt volna. A nő Daniel fölé hajol, aki megismeri őt, és rájön, anyja végig tudta, hogy ez fog történni, ezért küldte oda. Eloise megkérdezi az idegent, ki ő? Dan válaszol: „A fiad vagyok.”. Alighogy kimondta ezt, eláll a lélegzete, meghal. Richard értetlenül néz a szintén megdöbbent Eloise-ra.